# Галассо, Латино
Латино Далмацио Романо Галассо (Латино Галешич) (итал. Latino Dalmazio Romano Galasso; хорв. Latino Galešić; 25 августа 1898, Задар — 29 июля 1949, Роверето, Трентино-Альто-Адидже) — итальянский гребец. Бронзовый призёр летних Олимпийских игр 1924 года, чемпион Европы 1923 года, серебряный призёр чемпионата Европы 1922 года.

## Биография
Латино Галассо родился 25 августа 1898 года в австро-венгерском городе Задар (сейчас в Хорватии).
Выступал в соревнованиях по академической гребле за «Диадору» из Задара. Был чемпионом Италии.
Дважды выигрывал медали чемпионата Европы в соревнованиях восьмёрок сборной Италии. В 1922 году в Барселоне завоевал серебро, выступая в качестве рулевого вместе с Луиджи Миллером, Карло Тоньятти, Фране Каталиничем, Симеоне Софониа, Шимуном Каталиничем, Альфредо Тоньятти, Анте Каталиничем и Бруно Соричем. В 1923 году в Комо выиграл золото вместе с Луиджи Миллером, Карло Тоньятти, Шимуном Каталиничем, Пьетро Ивановым, Джузеппе Кривелли, Фране Каталиничем, Витторио Любичем и Бруно Соричем.
В 1924 году вошёл в состав сборной Италии на летних Олимпийских играх в Париже. В соревнованиях восьмёрок итальянский экипаж, в который также входили Анте Каталинич, Фране Каталинич, Шимун Каталинич, Джузеппе Кривелли, Петар Иванов, Бруно Сорич, Карло Тоньятти и Витторио Любич, завоевал бронзовую медаль. В полуфинале он занял 1-е место с результатом 6 минут 6,0 секунды, в финале — 3-е место, уступив три четверти длины лодки завоевавшей серебро команде Канады.
Умер 29 июля 1949 года в итальянской коммуне Роверето.